# Smicridea magnipinnata
Smicridea magnipinnata là một loài Trichoptera thuộc họ Hydropsychidae. Chúng phân bố ở vùng Tân nhiệt đới.